# Animal Tracks
Animal Tracks es el tercer álbum de estudio de la banda de rock británica The Animals, publicado en 1965 por MGM y Columbia con versiones diferentes para los Estados Unidos y el Reino Unido. 

## Lista de canciones
1. "We Gotta Get out of This Place" (Barry Mann, Cynthia Weil) – 3:17
2. "Take It Easy Baby" (Alan Price, Eric Burdon) – 2:51
3. "Bring It On Home To Me" (Sam Cooke) – 2:40
4. "The Story of Bo Diddley" (Bo Diddley) – 5:42
5. "Don't Let Me Be Misunderstood" (Bennie Benjamin, Sol Marcus, Gloria Caldwell) – 2:25
6. "I Can't Believe It" (Eric Burdon) – 3:35
7. "Club A-Go-Go" (Eric Burdon, Alan Price) – 2:19
8. "Roberta" (Al Smith, John Vincent) – 2:04
9. "Bury My Body" (Arreglos: Alan Price) – 2:52
10. "For Miss Caulker" (Eric Burdon) – 3:55
11. "Road Runner" - 2:50

## Créditos
- Eric Burdon – voz
- Alan Price – teclados
- Hilton Valentine – guitarra
- Chas Chandler – bajo
- John Steel – batería
- Dave Rowberry – teclados adicionales